# Quốc ca Cộng hòa Bắc Ossetia-Alania
Quốc ca Cộng hòa Bắc Ossetia-Alania (tiếng Ossetia: Цӕгат Ирыстоны паддзахадон гимн; tiếng Nga: Государственный гимн Республики Северная Осетия — Алания), một chủ thể liên bang của Nga, được chấp nhận bởi Nghị viện Cộng hòa Bắc Ossetia-Alania vào ngày 24 tháng 11 năm 1994. Irina Gurzhibekova viết lời tiếng Nga và Kamal Khodov là tác gia của phần lời tiếng Ossetia.

## Lời

### Tiếng Ossetia
| Ký tự Cyrill | Latinh hóa | Chuyển tự IPA |
| --- | --- | --- |
| I Зæрин хур йæ нывæнды фæлмæн Нæ фыдæлты рагон уæзæгыл рæдауæй Арвы бын калы, фæрдыгау, тæмæн’ Ирыстон йæ адæмты фарнæй. II Заманты тарæй æрттивы, зынгау, Дæ уидаг — нæ Ивгъуыд, нæ Абон, нæ Фидæн… Барвæсс нæ куывдыл, Хуыцæутты Хуыцау! Уастырджи, рафæлгæс, табу — Дæхицæн! Базард: Кад æмæ радимæ фидæнмæ кæс! Амондæй абузæд, ронгау, дæ цард! Амонд, мысайнагау, фидæнма хæсс! Дæ кæстæр дын басгуыхæд кард æмæ уарт! III Фæлтæрæй-фæлтæрмæ фæцæуæд дæ фарн! Рын æмæ сонæй дæ хизæд хъысмæт! Хистæры намыс, кæстæры æхсар Хурау дын царды цырагъдарæг уæнт! Базард: Кад æмæ радимæ фидæнмæ кæс! Фарнимæ абузæд, ронгау, дæ цард! Амонд, мысайнагау, фидæнма хæсс! Уастырджи, рафæлгæс, Табу Дæхицæн! | I Zærin xur jæ nyvændy fælmæn Næ fydælty ragon uæzægyl rædauæj Arvy byn kaly, færdygau, tæmæn’ Iryston jæ adæmty farnæj. II Zamanty taræj ærttivy, zyngau, Dæ uidag — næ Ivhuyd, næ Abon, næ Fidæn… Barvæss næ kuyvdyl, Xuycæutty Xuycau! Uastyrdži, rafælgæs, tabu — Dæxicæn! Bazard: Kad æmæ radimæ fidænmæ kæs! Amondæj abuzæd, rongau, dæ card! Amond, mysajnagau, fidænma xæss! Dæ kæstær dyn basguyxæd kard æmæ uart! III Fæltæræj-fæltærmæ fæcæuæd dæ farn! Ryn æmæ sonæj dæ xizæd qysmæt! Xistæry namys, kæstæry æxsar Xurau dyn cardy cyrahdaræg uænt! Bazard: Kad æmæ radimæ fidænmæ kæs! Amondæj abuzæd, rongau, dæ card! Amond, mysajnagau, fidænma xæss! Uastyrdži, rafælgæs, Tabu Dæxicæn! | I [ʒərin χur jə nɪ̈vəndɪ̈ fəlmən] [nə fɪ̈dəltɪ̈ rägon wəʒəgɪ̈l rədäwəj] [ärvɪ̈ bɪ̈n kälɪ̈ ǀ fərdɪ̈gäw ǀ təmən] [irɪ̈ʃton jə ädəmtɪ̈ färnəj ǁ] II [ʒämäntɪ̈ tärəj ərtːivɪ̈ ǀ ʒɪ̈ŋgäw ǀ] [də widäg ǀ nə ivʁʷɪ̈d ǀ nə äbon ǀ nə fidən ǁ] [bärvəʃː nə kʷɪ̈vdɪ̈l ǀ χʷɪ̈t͡səwtːɪ̈ χʷɪ̈t͡säw ǁ] [wäʃtɪ̈rd͡ʒi ǀ räfəlgəʃ ǀ täbu ǀ dəχit͡sən ǁ] [bäʒärd] [käd əmə rädimə fidənmə kəʃ ‖] [ämondəj äbuʒəd \| roŋgäw \| də t͡särd ‖] [ämond \| mɪ̈ʃäjnägäw \| fidənmä χəʃː ‖] [də kəʃtər dɪ̈n bäʃgʷɪ̈χəd kärd əmə wärt ‖] III [fəltərəj fəltərmə fət͡səwəd də färn ‖] [rɪ̈n əmə ʃonəj də χiʒəd qɪ̈ʃmət ‖] [χiʃtərɪ̈ nämɪ̈ʃ \| kəʃtərɪ̈ əχʃär] [χuräw dɪ̈n t͡särdɪ̈ t͡sɪ̈raʁdärəg wənt ‖] [bäʒärd] [käd əmə rädimə fidənmə kəʃ ‖] [färnimə äbuʒəd \| roŋgäw \| də t͡särd ‖] [ämond \| mɪ̈ʃäjnägäw \| fidənmä χəʃː ‖] [wäʃtɪ̈rd͡ʒi \| räfəlgəʃ \| täbu dəχit͡sən ‖] |

### Tiếng Việt
I
Mặt trời vàng nhẹ nhàng lan tỏa những tia nắng của nó
[Khi] cái nôi cổ xưa của tổ tiên chúng ta, hào phóng.
Rạng rỡ được phát ra dưới bầu trời, như thể bởi một viên ngọc,
Bởi Ossetia, như là vinh quang của các dân tộc của nó.
II
Nó tỏa sáng từ thời của bóng tối như lửa
Nguồn gốc của Người, quá khứ của chúng ta, hiện tại của chúng ta, tương lai của chúng ta.
Từ chối không phải bữa tiệc sùng kính của chúng ta, ôi Chúa của các vị thần!
Hãy nhìn chúng tôi, Wastyrdzhi, khen ngợi Người!
Điệp khúc:
Trân trọng nhìn về tương lai!
Hi vọng cuộc sống của Người sẽ tràn đầy hạnh phúc như ambrosia.
Mang hạnh phúc vào tương lai như một điều thiêng liêng!
Hi vọng những người trẻ tuổi xuất sắc với thanh kiếm và khiên!
III
Hi vọng vinh quang* được chuyển từ thế hệ này sang thế hệ khác!
HI vọng định mệnh bảo vệ Người khỏi bệnh tật và khốn khổ!
Hi vọng danh dự của những ông cha, sự dũng cảm của những người trẻ tuổi
Mang ánh sáng trong cuộc sống của Người, như mặt trời!
Điệp khúc